# Resolució 1135 del Consell de Seguretat de les Nacions Unides
La Resolució 1135 del Consell de Seguretat de les Nacions Unides, adoptada per unanimitat el 29 d'octubre de 1997 després de reafirmar la resolució 696 (1991) i totes les resolucions posteriors sobre Angola, va prorrogar el mandat de la Missió d'Observadors de les Nacions Unides a Angola (MONUA) fins al 30 de gener de 1998 i va instar UNITA a complir amb les resolucions anteriors, en particular les que poguessin provocar sancions.
El Govern d'Angola i, específicament, UNITA havien de completar amb urgència la implementació dels Acords de pau i el Protocol de Lusaka. El Consell va assenyalar que, en general, hi va haver una manca de progressos significatius, principalment perquè UNITA no complia les seves obligacions, i reconeixia l'important paper de la MONUA en aquesta etapa del procés de pau.
Després d'ampliar la durada del mandat de MONUA, la reducció de les seves tropes es va ajornar per recomanació del Secretari General fins a la darrera setmana de novembre de 1997. La resolució exigia que el govern d'Angola i, en particular, UNITA completessin immediatament la implementació de les seves obligacions en virtut dels dos acords de pau i la Resolució 1127 (1997). També es va instar a contribuir a l'expansió de l'autoritat estatal arreu d'Angola. Es va demanar al secretari general Kofi Annan que informés sobre el compliment d'UNITA abans del 8 de desembre de 1997 i cada 90 dies després. El Consell va reconèixer que les mesures contra UNITA havien d'entrar en vigor i va demanar als Estats membres que informessin al Comitè establert a la resolució 864 (1993) sobre les mesures que havien adoptat per fer complir les restriccions.
El Consell de Seguretat va reiterar que una reunió entre el president d'Angola José Eduardo dos Santos i el líder d'UNITA Jonas Savimbi podria reduir la tensió. Finalment, es va demanar a la comunitat internacional que donés suport al procés a Angola, incloent la desmilitarització i la reintegració de combatents, el desminatge, l'allotjament dels desplaçats i la recuperació de l'economia. Després de la resolució, UNITA va tallar gairebé tot el contacte amb les Nacions Unides i el govern d'Angola.